# Jean-Louis Pesch
Pour les articles homonymes, voir Pesch et Poisson (homonymie).
Ne doit pas être confondu avec Jean-Louis Fesch.
Jean-Louis Pesch, de son vrai nom Jean-Louis Poisson, né le 29 juin 1928 à Paris et mort le 17 mai 2023 à Châteauneuf-sur-Sarthe, est un scénariste et dessinateur français de bandes dessinées, principalement connu pour la série des Aventures de Sylvain et Sylvette, qu’il reprend en 1957, en alternance avec Claude Dubois, à la mort de Maurice Cuvillier, son créateur.
Il prend comme pseudonyme « Jean-Louis Pesch » car certains amis du Gers  l'appelaient « lou pesch » (« le poisson » en gascon). Il y a ajouté un poisson afin de ne pas oublier son véritable nom.

## Biographie
Jean-Louis Poisson naît le 29 juin 1928 à Paris. Délaissé par sa mère, c'est sa tante, sœur de son père et sa grand-mère paternelle qui l'élèvent  à Juvardeil en Maine-et-Loire. À l'âge de 13 ans, il intègre l'École supérieure des arts appliqués Duperré. À partir de ses 14 ans, il travaille successivement dans un studio de dessins animés, dans un atelier de dessins pour tissus et dans la publicité. Son père étant malade (il décède à 43 ans en 1946), et délaissé par sa mère, il s'engage dans la marine le 7 décembre 1945 pour 3 ans. 
En 1950, il ouvre un atelier de publicité, secteur où la demande est forte. Le créneau s’avère riche et les travaux publicitaires sont sous toutes les formes : buvards, jeux ou protège-cahiers s’accumulent pour Soleil d’or, les biscottes Hirondelles, Delft, Pelletier et Jacquet, Exona, Avia, Ripolin, les rubans adhésifs Scotty… 
Ses premières planches, qui racontent les aventures d’un garçonnet nommé Nouni, paraissent en 1954 dans le journal Capucine, qui publie également par la suite les tribulations du « héros de Pinpinville », une histoire inspirée du Roman de Renart mettant en scène un lapin.
À partir de 1955, il travaille pour plusieurs groupes de presse enfantine. Il dessine notamment des histoires animalières pour Fleurus et Del Duca : Yo-Yo, Oscar, Panchito, Couinou dans Mireille, Mouss'tik dans L'Intrépide. Pour les Éditions Mondiales, il crée un western : Pancho et Filasse. Il travaille aussi pour Le Journal de Tintin, notamment en y dessinant Les Primeurs (sur des scénarios de Franz).
En 1956, Maurice Cuvillier , créateur de Sylvain et Sylvette (1941), tombe malade et décède le 23 décembre 1957. La carrière de Jean-Louis Pesch prend un tournant. Les éditions Fleurus lui demandent de reprendre les personnages. Conquis par l’univers champêtre qui lui rappelle son enfance, il perpétue la série par l’écriture de nouvelles histoires, toujours dans l’esprit de Maurice Cuvillier, avec un premier album dans la série Fleurette Le repas interrompu, (année édition originale 1957).
Jean-Louis Pesch reprend une histoire laissée inachevée par Maurice Cuvillier, On a volé l’éléphant blanc, à partir de la page 23 (Collection Nouvelles aventures, albums en format à la française, 62 à 64 planches, couverture cartonnée). Dans la préface  de la réédition de l'album, Jean-Louis Pesch écrit qu'il a inventé la suite de l'histoire en tenant compte qu'en page 22, Maurice Cuvillier avait annoncé un voyage aux Indes. Il a ainsi créé cette histoire d'éléphant blanc, le titre et la couverture de l'album  (année édition originale 1958).
Il termine  l'épisode Compère l'Ours est bien puni commencé par Maurice Cuvillier paru dans le journal Fripounet et Marisette (n°1-1958 au n°20-1958), le changement de dessinateur se situe entre la page 8 et la page 9.
Au cours de ces nouvelles histoires, et pour apporter un sang nouveau à la série, il intègre progressivement à l’univers de Sylvain et Sylvette de nouveaux personnages tel que  Coin-Coin, le canard  qui déjoue un stratagème de compère Renard alors que Sylvain revient de la ville avec sa charrette remplie de provisions (album Fleurette nouvelle série n°7 Renard en savait trop). Vivant entouré d'animaux, Jean-Louis Pesch en ajoutera d'autres tels que le chien Alfred, la corneille Olga, la tortue Cloé, Croa le corbeau....
Jean-Louis Pesch, grand défenseur de la cause animale fait disparaître de la série toute trace de violence et de mépris envers le monde animal.
En 1973, Jean-Louis Pesch demande à son éditeur à percevoir des droits d'auteur et que ses albums soient édités au format à la française : c'est la  nouvelle collection, « Séribis », qui mélange nouveautés et rééditions d'histoires précédemment parues dans la Nouvelle série Fleurette (ou deuxième série).  Initialement avec une couverture souple, les albums sont  cartonnés à la française et sont composés de 48 pages. Démarrer aux éditions Fleurus, cette série est reprise successivement par Le Lombard, Dargaud et Hachette.
En 1982, madame Cuvillier, veuve du créateur de Sylvain et Sylvette, décède et lègue ses droits à une association pour l’aide aux jeunes infirmes soutenant l’Œuvre de Saint-Jean-de-Dieu. Passant contrat avec cette association, Jean-Louis Pesch devient alors l’exploitant exclusif de l’œuvre de Maurice Cuvillier.
En 2003, Jean-Louis Pesch choisi Bérik comme successeur pour la série Sylvain et Sylvette. En 2022, Bérik souhaite arrêter et Jean-Louis Pesch ne lui trouvant pas de successeur à son goût, il écrit et dessine La belle aventure (2022), album dans lequel Sylvain et Sylvette retrouvent leur mère.
En 2005, Jean-Louis Pesch réalise un album BD de 68 pages sur la Bête du Gévaudan, publié aux éditions De Borée.
Jean-Louis Pesch vit en Maine-et-Loire, à Juvardeil, où il travaille à ses séries et à ses divers travaux publicitaires.  Il est à l'origine de L’Écho de la chaumière : le bulletin de l’association des Amis de Sylvain et Sylvette, dont six numéros sont publiés de juin 2006 à avril 2012. L'association anime le village de Juvardeil, où les plaques des rues sont réalisées à partir des dessins de J-L Pesch.

Grâce à Jean-Claude Sartarin, adhérent de l'Association Pictavia dont Jean-Louis tout comme Claude Weill imprimeur de nombre de ses travaux publictaires en sont également membres, "la tombe de Maurice Cuvillier dans le cimetière parisien d'Ivry-sur-Seine : 14°division - 9° ligne - 32° tombe"  est sauvée. "J'ai retrouvé et j'ai sauvé la tombe du Père de Sylvain et Sylvette" (Pictavia N°30).
Jean-Louis Pesch ayant pris le relais, son Association a pu la restaurer et y apposer une plaque lui rendant hommage. La mairie de Paris a offert le rachat de la concession à l'association.
Christophe Béchu, en tant que président du Conseil général du Maine-et-Loire, le fait Officier de l'ordre des Arts et des Lettres en 2010,.
Depuis avril 2011, une série jeunesse de Sylvain et Sylvette voit le jour aux Éditions P'tit Louis. Elle comprend 22 titres. De nombreux albums sont réalisés en collaboration avec différents auteurs : Bélom, Bruno Bertin notamment. D'après Sud-Ouest en 2010, les ventes de Sylvain et Sylvette chez Dargaud totalisent vingt millions d'albums.
En 2015, les tout premiers romans sur la genèse de Sylvain et Sylvette arrivent en librairie. Ils sont publiés par les Éditions P'tit Louis.
En 2017, participation au festival  Quai des bulles.
Le 17 septembre 2022, il est fait commandeur des Arts et des Lettres des mains de Roselyne Bachelot,.
Jean-Louis Pesch meurt le 17 mai 2023 à son domicile de Châteauneuf-sur-Sarthe. Il est inhumé à Juvardeil.

## Collaboration avec Henriette Robitaillie
1951,  début de la collaboration avec la scénariste Henriette Robitaillie qui rédige certains de ces travaux publicitaires. 
1954, J-L Pesch dessine une histoire en vingt pages avec Panchito, une tortue cow-boy sur un scénario d'Henriette Robitaillie 
Par la suite, ils travaillent ensemble essentiellement sur des histoires d'animaux pour Cœurs Vaillants, Âmes Vaillantes, Fripounet et Marisette et Bernadette.
1958, il dessine  Couinou et Couinette dans Mireille, de nouveau avec Henriette Robitaillie. Ces gags animaliers totalisant plus de 400 pages se poursuivent jusqu’en 1964.
Jean-Louis Pesch crée Bec-en-Fer dans les pages du Pèlerin en 1961, une histoire écrite par Henriette Robitaillie qui met en scène des oiseaux évoluant à la cour du roi Dagobert. Quatre pages sont publiées, puis le personnage est abandonné, les lecteurs de l’hebdomadaire catholique trouvant que les auteurs manquaient de respect envers saint Éloi en le représentant en oiseau. 
Nouvelle collaboration pour Pik-Pik le hérisson  aux éditions Hemma (1965), puis en 1966 Couik (le caneton), dans Le Journal de Nounours,
Henriette Robitaillie scénarise plus tard six épisodes de Sylvain et Sylvette dans la collection des albums Fleurette nouvelle série 1967-1979 :
n° 36 La Chasse au canard ;
n° 37 Les compères attaquent ;
n° 38 La Malle à malices ;
n° 41 Une terrible épidémie ;
n° 42 Le Jeune Captif ;
n° 44 Fromages à emporter ;
n° 45 La statue du commandeur
Ces épisodes sont repris dans la Série bis
,

## Les albums de Sylvain et Sylvette par Jean-Louis Pesch

### Série les Nouvelles Aventures de Sylvain et Sylvette (1957-1965)
Albums en format à la française, 62 à 64 planches, couverture cartonnée,
- Scénario et dessin : Maurice Cuvillier (p.1 à 22) et Jean-Louis Pesch (p.23 à 64)

1. On a volé l'éléphant blanc, 1958

- Scénario et dessin : Jean-Louis Pesch

1. Moustachu et le Pharaon, 1962
2. Le Banquet de M. Bedondaine, 1963
3. Le Trésor du Moulin Noir, 1964
4. Une mystérieuse invention, 1965

### Série les Aventures de Sylvain et Sylvette (Albums Fleurette 1953-1967)
Albums en format à l'italienne, 20 planches, couverture souple.
1957
- Dessin : Jean-Louis Pesch

1. Le Repas interrompu
2. Cui-Cui et le cerf-volant

1958
- Couverture : Jean-Louis Pesch, dessin : Maurice Cuvillier et Jean-Louis Pesch

1. Compère l'ours est bien puni !

1959
- Dessin : Jean-Louis Pesch

1. Le Phono et le méchant loup
2. L'ours Martin et les abeilles
3. Le Pont improvisé
4. Atterrissage au Far-West
5. La Pépite du vieux Jim
6. On tourne un film au camp indien
7. « En avant, arche ! »
8. Tout le monde descend
9. La Corrida improvisée

1961
1. Un beau matin, la baleine
2. Chez les Lapons
3. Bonjour petit phoque
4. La Chevauchée de Castel Bobêche
5. En route pour le Mexique
6. Caramba ! Un puma !

1963
- Couverture : Claude Dubois, dessin : Jean-Louis Pesch

1. Compère l'ours s'en balance

- Dessin : Jean-Louis Pesch

1. Larguez les amarres !!!
2. Qu'est-il arrivé à compère l'ours ?
3. Le Train des bons enfants

1965
1. L'Attaque de la chaumière
2. Une héroïque résistance
3. Sauvés des eaux

1966
1. L'Ours chez les campeurs
2. La Hotte mystérieuse

- Couverture : Claude Dubois, dessin : Jean-Louis Pesch

1. La Chaumière imprenable

1967
1. Le Secret de la cabane
2. Une fausse piste
3. L'Ours n'a pas le pied marin

### Les Aventures de Sylvain et Sylvette (Albums Fleurette nouvelle série 1967-1979)
Albums en format à l'italienne, couverture souple.
La collection publie en alternance les histoires de Jean-Louis Pesch et celles de Claude Dubois. L'album n°71  Une fausse piste  publié en 1975 est le dernier épisode de Jean-Louis Pesch dans cette série.  Les histoires suivantes sont publiées directement au format classique dans la collection Séribis  créée en 1973.
- Scénario et dessin : Jean-Louis Pesch

1. Le Défi des compères
2. Barbichette sauve la chaumière
3. Cui-Cui fait le guet
4. Les Compères ne verront pas les étoiles
5. Les Compères font du cirque
6. Renard en savait trop
7. Le Plus Bel Arbre de Noël
8. Raton cosmonaute
9. Les Compères ont le mal de l'air
10. Sortira, sortira pas ?
11. Renard est malchanceux
12. La Fièvre monte
13. Ours prend trop de risques
14. Un dangereux face à face
15. La Boîte à musique
16. Chez le père Beausabot
17. Les Prisonniers du Moulin Noir
18. Les Compères déménagent
19. Une dangereuse carrière
20. Le Dragon de la forêt
21. Le Monstre de la rivière
22. Le Lance-pierres
23. Renard héros de l'espace
24. Renard est un voleur
25. Le Banquet des compères
26. La ferme abandonnée
27. Le Boomerang

- Scénario : Henriette Robitaillie, dessin : Jean-Louis Pesch

1. La Chasse au canard
2. Les Compères attaquent
3. La Malle à malices
4. Une terrible épidémie
5. Le Jeune Captif
6. Fromages à emporter
7. La Statue du commandeur

- Scénario et dessin : Jean-Louis Pesch, couverture Claude Dubois 
( version avec étoile, 20 pages et version sans étoile, 16 pages)

1. Les Compères ont un mal de chien
2. L'Arbre qui parle...
3. Premier de cordée
4. Compère Ours est mal-en-point

- Scénario et dessin : Jean-Louis Pesch, couverture Claude Dubois 
( version avec étoile, 20 pages)

1. Pauvre compère Renard
2. La Grande Peur des compères
3. Les Compères chassent le tigre
4. Un nouveau petit chaperon rouge
5. Renard fait bande à part

- Scénario, dessin et couverture : Jean-Louis Pesch, 
( version sans étoile, 16 pages)

1. Pauvre compère Renard
2. La Grande Peur des compères
3. Les Compères chassent le tigre
4. Un nouveau petit chaperon rouge
5. Renard fait bande à part

- Scénario et dessin : Jean-Louis Pesch

1. L'Attaque de la chaumière
(Réédition du no 72 de Fleurette première série, 20 pages)
2. Une héroïque résistance
(Réédition du no 73 de Fleurette première série, 20 pages)
3. L'Ours chez les campeurs
(Réédition du no 77 de Fleurette première série, 16 pages)
4. Le Train des bons enfants
(Réédition du no 70 de Fleurette première série, 16 pages)
5. Sauvé des eaux
(Réédition du no 75 de Fleurette première série, 16 pages)
6. La Hotte mystérieuse
(Réédition du no 78 de Fleurette première série, 16 pages)
7. Une fausse piste
(Réédition du no 83 de Fleurette première série, 16 pages)

### Sylvain et Sylvette (Séribis  Fleurus - Lombard - Dargaud)
Les albums écrits par Jean-Louis Pesch seul sont initialement édités à partir de 1973 par Fleurus dans sa collection Seribis (en mélangeant nouveautés et rééditions d'histoires précédemment parues dans la Nouvelle série Fleurette) jusqu'au tome 32 en 1986, repris par Le Lombard, qui réédite les 32 premiers tomes, à partir du tome 33, en 1996, puis par Dargaud, qui réédite les 43 premiers tomes, à partir du tome 44 en 2001, forment une série qui totalise aujourd’hui plus de vingt millions de ventes.
En 2001, Jean-Louis Pesch introduit dans cette collection une série d’albums de gags en une page, scénarisés par Bélom, qui alterne avec les histoires complètes. À partir de 2003, Bérik réalise seul, ou avec Jean-Louis Pesch ou Bélom au scénario, quelques albums de la série. En 2019, un nouveau dessinateur apparaît en la personne d'Albaire. En 2022, Bérik  souhaite arrêter et Jean-Louis Pesch ne lui trouvant pas de successeur à son goût, il écrit et dessine La belle aventure, album dans lequel Sylvain et Sylvette retrouvent leur mère. Fin de l’histoire.
Albums de 48 pages, format à la française, brochés chez Fleurus puis cartonnés chez Lombard et Dargaud
- scénario et dessin : Jean-Louis Pesch

1. La Ferme abandonnée, 1973
(Réédition du no 33 de Fleurette nouvelle série)
+ Le Boomerang

- Texte : Henriette Robitaillie dessin : Jean-Louis Pesch

1. La Chasse au canard, 1973
(Réédition du no 36 de Fleurette nouvelle série)
+ Les Compères attaquent
(Réédition du no 37 de Fleurette nouvelle série)

- scénario et dessin : Jean-Louis Pesch

1. Le Lance-pierres, 1973
(Réédition du no 28 de Fleurette nouvelle série)
+ Renard héros de l'espace
(Réédition du no 30 de Fleurette nouvelle série)
2. Le Banquet des compères, 1973 
(Réédition du no 32 de Fleurette nouvelle série)
 + Renard est un voleur
(Réédition du no 31 de Fleurette nouvelle série)
3. La Partie de luge + le Vol du traîneau, 1973
4. La Chaumière en péril + Le Cousin Bastien, 1974
5. Le Voleur envolé, 1974
6. Drôle de corrida + Loup et Renard font équipe, 1974
7. Du poisson au menu, 1974
8. La Lettre des compères + Cloé a disparu, 1974
9. La Clef perdue, 1974
10. Le Bonhomme de neige, 1975
11. Le Mot de passe + Hurluberlu le hibou, 1975
12. La Grande Épreuve, 1975
13. La Forêt en danger, 1975
14. En avant la musique, 1975
15. Sauve qui peut + La Fatalité, 1976
16. Le Défi des compères, 1976
17. L'Escapade de Cloé + Cloé récidive, 1977
18. Le Mystère de Castelbobêche, 1977
19. Le Sauvetage de Sidonie, 1978
20. L'Embuscade + Le Pacte de Cloé, 1978
21. Le Génie de la forêt + Olga la rescapée, 1980
22. Des pas dans la neige, 1981

- Texte : Henriette Robitaillie dessin : Jean-Louis Pesch

1. La Malle à malices, 1982
(Réédition du no 38 de Fleurette nouvelle série)
+ "Une terrible épidémie"
(Réédition du no 41 de Fleurette nouvelle série)
2. Fromages à emporter, 1982
(Réédition du no 44 de Fleurette nouvelle série)
+ "Le jeune captif"
(Réédition du no 42 de Fleurette nouvelle série)

- scénario et dessin : Jean-Louis Pesch

1. L'Arbre qui parle, 1983
(Réédition du no 48 de Fleurette nouvelle série)
 + Les Compères ont un mal de chien
(Réédition du no 47 de Fleurette nouvelle série)
2. Premier de cordée, 1983
(Réédition du no 49 de Fleurette nouvelle série)
3. Un nouveau petit Chaperon Rouge, 1983
(Réédition du no 57 de Fleurette nouvelle série)
4. Renard fait bande à part, 1983
(Réédition du no 59 de Fleurette nouvelle série)
5. Pauvre compère Renard, 1983
(Réédition du no 52 de Fleurette nouvelle série)
6. La Nouvelle Sidonie, 1986
7. Le Dragon volant, 1990
8. Le Bonjour d'Alfred, 1991
9. Une lettre pour Nestor Bedondaine, 1992
10. La Mystérieuse Invention, 1993
11. La Grotte de Patatrac, 1994
12. En piste, les compères!, 1995
13. Vas-y, Basile!, 1996
14. La Vengeance de Barbichette, 1997
15. La Machine infernale, 1998
16. Magie dans la forêt, 2000

- scénario : Bélom, dessin : Jean-Louis Pesch

1. Le Plein de gags, 2001

- scénario et dessin : Jean-Louis Pesch et Bérik

1. Silence, on tourne !, 2001

- scénario : Bélom, dessin : Jean-Louis Pesch

1. Cascade de gags, 2002

- scénario et dessin : Bérik

1. La Croisière des compères, 2003

- scénario : Bélom, dessin : Jean-Louis Pesch

1. Bouquet de gags !, 2003

- scénario : Jean-Louis Pesch, dessin : Bérik

1. Pluie d'étoiles, 2003

- scénario : Bélom, dessin : Jean-Louis Pesch

1. Guirlandes de gags !, 2004

- scénario et dessin : Bérik

1. Le Petit Gorille, 2005

- scénario et dessin : Jean-Louis Pesch

1. Le Trésor du pirate, 2006

- scénario : Bélom, dessin : Bérik

1. Tranches de gags !, 2007
2. La Ruée vers l'eau

- scénario : Bélom, dessin : Jean-Louis Pesch

1. Moissons de gags, 2008

- scénario et dessin : Bérik

1. Le Gardien de la chaumière, 2010

- scénario : Bélom, dessin : Bérik

1. La Mare aux gags, 2011

- scénario et dessin : Bérik

1. Remue-ménage, 2012

- scénario : Bélom et Bérik, dessin : Bérik

1. Brochettes de gags !, 2013

- scénario : Jean-Louis Pesch et Bérik, dessin : Bérik

1. Pic le hérisson, 2014

- scénario et dessin : Jean-Louis Pesch

1. On a retrouvé la faraude, 2014

- scénario et dessin : Bérik

1. Cap vers le futur, 2015

- scénario et dessin : Jean-Louis Pesch, couleurs : Jean-Louis Pesch, Arlette Pesch

1. Renard fait son cinéma, 2016

- scénario : Bélom, dessin : Jean-Louis Pesch, couleurs : Jean-Louis Pesch, Arlette Pesch

1. La leçon de chant, 2018

- scénario : Jean-Louis Pesch, dessin : Albaire, couleurs : Jean-Louis Pesch, Arlette Pesch

1. Les Compères ont disparu, 2019

- scénario : Bélom, dessin et couleurs : Albaire

1. Il faut sauver Castel-Bobèche, 2020

- scénario : Bélom, dessin et couleurs : Jean-Louis Pesch

1. Renard est malchanceux, 2021

- scénario, dessin et couleurs : Jean-Louis Pesch

1. La Belle Aventure, 2022

## Bec-en-Fer
En 1961, Jean-Louis Pesch démarre une série animalière historique sur un scénario d'Henriette Robitaillie, Bec-en-Fer dans le magazine le Pélerin. Mais à la suite des plaintes de certains lecteurs, cette première histoire se conclut au bout de quatre pages. Bien plus tard, Jean-Louis Pesch s'appuyant sur les idées d'Henriette et une collaboration avec Robert Philippe (historien), reprend seul la série en lui donnant un caractère historique. Et c'est en 1980 que les Editions Fleurus éditent Le Complot de Bec-en-Fer pour la première fois en album. La série compte sept albums entre 1980 et 1995 suivie de deux albums de strips-gags (scénarisé par Bélom 2009 et 2011, paru aux éditions P’tit Louis).
Liste des albums
Le complot de Bec-en-Fer, Fleurus, 1980
Pas d'Armagnacs pour Bec-en-Fer, Fleurus, 1983
Bec-en-Fer chez les Flamands, Fleurus, 1985
Bec-en-Fer à Paris, Fleurus, 1986
Bec-en-Fer au Mont-Saint-Michel, Le Lombard, 1988
Bec-en-Fer chez les Bourguignons, Le Lombard, 1989
Bec-en-Fer  chez Dracula, Le Lombard, 1995
Moult gags diantrement désopilants, scénario Bélom, éditions P'tit Louis, 2009
Moult gags diantrement désopilants, tome 2, scénario Bélom, éditions P'tit Louis, 2009